# Cala del Morro del Vedell
La cala del Morro del Vedell és una petita platja del municipi de Palamós (Baix Empordà), situada a tocar de dic del port esportiu Marina de Palamós, entre l'aparcament del port i les roques de la Punta d'en Roca, que la separen de la cala dels Pots. Té una longitud de 90 m i una amplada mitjana de 16 m, formada per sorra gruixuda, grava i còdols. El pendent d'entrada a l'aigua hi és poc pronunciat i el fons marí rocallós. Sol estar poc freqüentada. No disposa de serveis.